# 非對稱競技遊戲
非对称竞技游戏（Asymmetric Battle Arena）是指电子游戏在局内对抗中，攻守双方玩家数量不一致，敌我双方拥有的资源不相等，交互方式、受制规则、最终目标也完全不同的一种游戏类型。
例如游戏中玩法为1v4，即一个玩家对抗四个玩家。大部分游戏中，人数多的一方只能逃跑，没有武器和敌人对抗，只能通过使用技能和牵制敌人的方式合作逃脱取得胜利。而扮单人阵营的玩家的移速通常比其他玩家快而且可以利用武器击杀或对其他玩家造成伤害以取得最后的胜利。

## 代表游戏
- 《惡靈進化》是一款2015年发行的1v4非对称性恐怖競技游戏，仍於2018年9月3日因獵人、怪獸平衡機制不公平以及地圖過大等問題關閉伺服器。
- 《十三号星期五》采取1V7的对抗模式，玩家需要尽可能使用各种方法从杀手: 杰森·沃赫斯的手上逃离或生存下来。[1]
- 《黎明死線》是一款2016年发行的1v4非对称性恐怖競技游戏，一場游戏中共有五名玩家，其中一名玩家会扮演杀手，其他四名玩家扮演逃生者。逃生者必须维修五台发电机后开启通电的大门逃生。 而杀手需要使用自身的力量和智慧击倒逃生者，并将他们挂上钩子献祭给恶灵
- 《第五人格》是2018年发行的1v4竞技模式，玩家可以选择扮演监管者或求生者，展开激烈的对抗。求生者需要在保证自己没有被监管者发现的情况下尽快破译密码机并逃离庄园。

--其游戏模式和《黎明死線》基本雷同
- 《猫和老鼠官方手游》每局游戏由5名玩家组成，1名玩家扮演猫，4名玩家扮演老鼠。老鼠们可以使用不同的技能摆脱汤姆猫的抓捕，只需要老鼠们齐心协力搬完5块奶酪打破墙洞即可逃跑。